# Hoài Âm
Hoài Âm (chữ Hán phồn thể:淮陰區, chữ Hán giản thể: 淮阴区) là một quận thuộc địa cấp thị Hoài An, tỉnh Giang Tô, Cộng hòa Nhân dân Trung Hoa. Quận này có diện tích 1264 ki-lô-mét vuông, dân số năm 2001 là 850.000 người. Hồng Trạch giáp: Thanh Hà, Hồng Trạch, Liên Thủy, Thuật Dương, Tứ Dương. Về mặt hành chính, quận này được chia thành các đơn vị hành chính gồm 13 trấn, 8 hương.
- Trấn: Vương Doanh, Mã Đầu, Ngư Câu, Triệu Tập, Ngô Thành, Nam Trần Tập, Vương Hưng, Cẩm Hoa Trang, Đinh Tập, Ngũ Lý, Từ Lưu, Ngô Tập, Tây Tống Tập.
- Hương: Hàn Kiều, Tân Độ, Lão Trương Tập, Lăng Kiều, Di Tập, Lưu Lão Trang, Cổ Trại, Tam Thụ.